# Orangeroter Träuschling
Der Orangerote Träuschling (Leratiomyces ceres, Syn.: Stropharia aurantiaca) ist eine Pilzart aus der Gattung Leratiomyces.

## Merkmale
Der Orangerote Träuschling bildet 2–5 cm breite Hüte mit schleimiger Huthaut und spärlichen weißen Schüppchen am Hutrand. Die Hutform ist zunächst halbkugelig, später gewölbt-abgeflacht mit einem Buckel. Die Hutoberfläche ist orange bis blutrot gefärbt. Der Stiel ist schlank, bis 10 cm lang und 1 cm breit, weißlich bis gelblich ohne Ring, lediglich bei jungen Exemplaren kann ein flüchtiger Velumgürtel vorhanden sein. Der untere Teil des Stiels ist faserschuppig, bei älteren Exemplaren wird der Stiel orangebräunlich. Die jung weißlich-gelben, später olivbräunlichen Lamellen sind ausgebuchtet am Stiel angeheftet. Das Sporenpulver ist rötlich braun.

## Ökologie
Der Orangebraune Träuschling ist ein saprobiontischer Holzzersetzer, der an vergrabenem Holz, Holzhäcksel und ähnlichen Substraten in Laub- und Mischwäldern, Hainen, Gärten und Parks wächst. Seine Fruchtkörper erscheinen in Mitteleuropa etwa von September bis November.

## Systematik
Der Orangerote Träuschling war früher Teil der Gattung der Träuschlinge (Stropharia), wurde jedoch aufgrund genetischer Untersuchungen in die Gattung Leratiomyces überführt.

## Verbreitung
Der Orangerote Träuschling ist eine europäische Art, die von Spanien, den Balearen, Korsika und Italien über Frankreich und die Niederlande bis Großbritannien vorkommt. Nach Deutschland, wo die Art selten zu finden ist, wurde sie wahrscheinlich von Nordwesten her eingeschleppt, es wird angenommen, dass sie hier in Ausbreitung begriffen ist.

## Bedeutung
Kein Speisepilz.